# Bumbeck
Die Bumbeck ist ein 1,2 km langer Bach in der Gemeinde Hollenstedt im Landkreis Harburg in Niedersachsen, der von links und Westen bei Hollenstedt in die Este mündet.

## Verlauf
Die Bumbeck ist ein Feld- und Wiesensammler nördlich von Hollenstedt. Sie beginnt am Waldrand und durchfließt, deutlich begradigt, das Waldgebiet Bumbeck Gehege nördlich am Schützenplatz vorbei. Nach der Unterquerung der L 141 in östlicher Richtung, verläuft die Bumbeck mäandrierend durch einen leicht moorigen Waldstreifen innerhalb des Naturschutzgebietes Estetal südlich des Klärwerkes. Sie kreuzt den Estewanderweg und fließt wenige Meter danach von links und Westen bei Hollenstedt in die Este. Die Bumbeck führt westlich der L 141 nur nach Regenfällen Wasser. An den meisten Tagen ist das Bachbett nur leicht feucht aber deutlich als Bachbett erkennbar.

## Befahrungsregeln
Wegen intensiver Nutzung der Este durch Freizeitsport und Kanuverleiher erließ der Landkreis Harburg 2002 eine Verordnung unter anderem für die Este, ihre Nebengewässer und der zugehörigen Uferbereiche, die den Lebensraum von Pflanzen und Tieren schützen soll. Seitdem ist das Befahren und Betreten der Bumbeck ganzjährig verboten.